# Écozone australasienne : plantes à graines par nom scientifique

## A
- Acacia - fam. Fabacées
  - Acacia retinodes - Mimosa des quatre saisons
- Adansonia - Bombacacées
  - Adansonia gibbosa - Baobab australien
- Agrostis - Poacées
  - Agrostis capillaris
- Allopteropsis - Poacées
  - Allopteris semialata
- Ancistrachne - Poacées
  - Ancistrachne numaeensis
- Anigozanthos - fam. Haemodoraceae
  - Anigozanthos flavidus
- Apluda - Poacées
- Aristida - Poacées

## C
- Callitris - Cupressacées
  - Callitris canescens
  - Callitris columellaris
  - Callitris drummondii
  - Callitris endlicheri ou Callitris calcarata
  - Callitris glaucophylla
  - Callitris gracilis
  - Callitris intratropica
  - Callitris monticola
  - Callitris neocaledonica - Callitris de Nouvelle-Calédonie
  - Callitris oblonga
  - Callitris preissii
  - Callitris rhomboidea
  - Callitris roei
  - Callitris sulcata

Liste non exhaustive (en construction)

## Ea

### Ear
- Earina - Orchidacées
  - Earina autumnalis
  - Earina mucronata

## Ec

### Ech
- Echinochloa - Poacées
  - Echinochloa colona
  - Echinochloa colonum
  - Echinochloa crusgalli
  - Echinochloa crus-galli
  - Echinochloa frumentacea
  - Echinochloa polystachya E. polystachya, Amazonie - Description, Répartition, Colonisation, Utilisation
  - Echinochloa telmatophila
  - Echinochloa turneriana
  - Echinochloa utilis
  - Echinochloa walteri

- Echinopogon - Poacées
  - Echinopogon caespitosus
  - Echinopogon cheelii
  - Echinopogon intermedius
  - Echinopogon mckiei
  - Echinopogon nutans
  - Echinopogon ovatus

- Echinops - Astéracées
  - Echinops humilis

- Echinostephia - Ménispermacées
  - Echinostephia aculeata

- Echium - Borraginacées
  - Echium confusum
  - Echium decipiens
  - Echium italicum
  - Echium plantagineum
  - Echium pycnanthum
  - Echium vulgare

### Ecl
- Eclipta - Astéracées
  - Eclipta platyglossa
  - Eclipta prostrata

### Ect
- Ectrosia - Poacées
  - Ectrosia leporina

## Eh

### Ehr
- Ehretia - Borraginacées
  - Ehretia acuminata
  - Ehretia membranifolia
  - Ehretia saligna

- Ehrharta - Poacées
  - Ehrharta calycina
  - Ehrharta erecta
  - Ehrharta longiflora

## Ei

### Eic
- Eichornia - Pontédériacées
  - Eichornia crassipes

### Eid
- Eidothea - Protéacées
  - Eidothea sp.nov. (Nightcap)

### Ein
- Einadia - Chénopodiacées
  - Einadia hastata
  - Einadia nutans 
  - Einadia polygonoides
  - Einadia trigonos

## El

### Ela
- Elacholoma - Scrophulariacées
  - Elacholoma hornii

- Elaeagnus - Élaéagnacées
  - Elaeagnus loureiri
  - Elaeagnus pungens
  - Elaeagnus triflora
  - Elaeagnus umbellata

- Elaeocarpus - Élaéocarpacées
  - Elaeocarpus angustifolius
  - Elaeocarpus arnhemicus
  - Elaeocarpus decipiens
  - Elaeocarpus elliffii
  - Elaeocarpus eumundi
  - Elaeocarpus foveolatus
  - Elaeocarpus grandis
  - Elaeocarpus holopetalus
  - Elaeocarpus kirtonii
  - Elaeocarpus lanceaefolius
  - Elaeocarpus obovatus
  - Elaeocarpus reticulatum
  - Elaeocarpus reticulatus
  - Elaeocarpus ruminatus
  - Elaeocarpus williamsianus

- Elaeodendron - Célastracées
  - Elaeodendron melanocarpum

- Elatine - Élatinacées
  - Elatine gratioloides

- Elatostema - Urticacées
  - Elatostema reticulatum
  - Elatostema rugosum
  - Elatostema stipitata
  - Elatostema stipitatum

- Elattostachys - Sapindacées
  - Elattostachys nervosa
  - Elattostachys xylocarpa

### Ele
- Eleocharis - Cypéracées
  - Eleocharis acicularis
  - Eleocharis acuta
  - Eleocharis atricha
  - Eleocharis baldwinii
  - Eleocharis brassii
  - Eleocharis caespitosissima
  - Eleocharis chaetaria
  - Eleocharis cylindrostachys
  - Eleocharis dietrichiana
  - Eleocharis dulcis
  - Eleocharis equisetina
  - Eleocharis equisetoides
  - Eleocharis fistulosa
  - Eleocharis geniculata
  - Eleocharis gracilis
  - Eleocharis minima
  - Eleocharis minuta
  - Eleocharis pallens
  - Eleocharis palustris
  - Eleocharis parvula
  - Eleocharis pauciflora
  - Eleocharis philippensis
  - Eleocharis plana
  - Eleocharis pusilla
  - Eleocharis retroflexa
  - Eleocharis sp. 'a'
  - Eleocharis sphacelata
  - Eleocharis spiralis
  - Eleocharis tetraquetra
  - Eleocharis uniglumis
  - Eleocharis vivipara

- Eleusine - Poacées
  - Eleusine indica
  - Eleusine tristachya

### Elo
- Elodea - Hydrocharitacées
  - Elodea canadensis

### Ely
- Elymus - Poacées
  - Elymus ambiguus
  - Elymus fertilis
  - Elymus glaucus
  - Elymus scaber

- Elythranthera - Orchidacées
  - Elythranthera brunonis

- Elytrophorus - Poacées
  - Elytrophorus spicatus

## Em

### Emb
- Embelia - Myrsinacées
  - Embelia australiana

### Eme
- Emex - Polygonacées
  - Emex australis

### Emi
- Emilia - Astéracées
  - Emilia sonchifolia

### Emm
- Emmenosperma - Rhamnacées
  - Emmenosperma alphitonioides

### Emp
- Empodisma - Restionacées
  - Empodisma minus

## En

### Enc
- Enchylaena - Chénopodiacées
  - Enchylaena tomentosa

### End
- Endiandra - Lauracées
  - Endiandra compressa
  - Endiandra crassiflora
  - Endiandra discolor
  - Endiandra floydii
  - Endiandra globosa
  - Endiandra hayesii
  - Endiandra introrsa
  - Endiandra muelleri
  - Endiandra palmerstonii
  - Endiandra pubens
  - Endiandra sideroxylon
  - Endiandra sieberi
  - Endiandra virens
  - Endiandra williwilliana

### Enk
- Enkianthus - Éricacées
  - Enkianthus quinqueflorus

### Enn
- Enneapogon - Poacées
  - Enneapogon avenacea
  - Enneapogon avenaceus
  - Enneapogon cylindricus
  - Enneapogon flavescens
  - Enneapogon gracilis
  - Enneapogon intermedius
  - Enneapogon lindleyanus
  - Enneapogon nigricans
  - Enneapogon pallidus
  - Enneapogon polyphyllos
  - Enneapogon polyphyllus

### Ent
- Enteropogon - Poacées
  - Enteropogon acicularis
  - Enteropogon ramosus

- Entolasia - Poacées
  - Entolasia marginata
  - Entolasia stricta
  - Entolasia whiteana

## Ep

### Epa
- Epacris - Épacridacées
  - Epacris breviflora
  - Epacris brevifolia
  - Epacris calvertiana
  - Epacris coriacea
  - Epacris crassifolia
  - Epacris glacialis
  - Epacris gunnii
  - Epacris hamiltonii
  - Epacris heteronema
  - Epacris impressa
  - Epacris lanuginosa
  - Epacris longiflora
  - Epacris microphylla
  - Epacris obtusifolia
  - Epacris paludosa
  - Epacris petrophila
  - Epacris pulchella
  - Epacris purpurascens
  - Epacris reclinata
  - Epacris rigida
  - Epacris robusta
  - Epacris serpyllifolia
  - Epacris sparsa

- Epaltes Astéracées
  - Epaltes australis
  - Epaltes cunninghamii

### Eph
- Ephedra - Éphédracées
  - Ephedra distachya

### Epi
- Epilobium - Onagracées
  - Epilobium billardierianum
  - Epilobium ciliatum
  - Epilobium curtisii
  - Epilobium glabellum
  - Epilobium gunnianum
  - Epilobium hirtigerum
  - Epilobium junceum
  - Epilobium pallidiflorum 
  - Epilobium tasmanicum

## Er

### Era
- Eragrostis - Poacées
  - Eragrostis alveiformis
  - Eragrostis australasica
  - Eragrostis basedowii
  - Eragrostis benthamii
  - Eragrostis brownii
  - Eragrostis cilianensis
  - Eragrostis ciliaris
  - Eragrostis curvula
  - Eragrostis dielsii
  - Eragrostis elongata
  - Eragrostis eriopoda
  - Eragrostis falcata
  - Eragrostis indet.
  - Eragrostis interrupta
  - Eragrostis kennedyae
  - Eragrostis lacunaria
  - Eragrostis laniflora
  - Eragrostis leptocarpa
  - Eragrostis leptostachya
  - Eragrostis megalosperma
  - Eragrostis mexicana
  - Eragrostis microcarpa
  - Eragrostis parviflora
  - Eragrostis patentissima
  - Eragrostis pergracilis
  - Eragrostis pilosa
  - Eragrostis plana
  - Eragrostis racemosa
  - Eragrostis setifolia
  - Eragrostis sororia
  - Eragrostis sp.nov.
  - Eragrostis speciosa
  - Eragrostis superba
  - Eragrostis tenella
  - Eragrostis tenellula
  - Eragrostis tenuifolia
  - Eragrostis trachycarpa

### Ere
- Erechtites - Astéracées
  - Erechtites valerianifolia

- Eremaea - Myrtacées
  - Eremaea fimbriata
  - Eremaea pauciflora
  - Eremaea violacea

- Eremochloa - Poacées
  - Eremochloa bimaculata

- Eremocitrus - Rutacées
  - Eremocitrus glauca

- Eremophila - Myoporacées
  - Eremophila alternifolia
  - Eremophila bignoniflora
  - Eremophila bignoniiflora
  - Eremophila bowmanii
  - Eremophila crassifolia
  - Eremophila debilis
  - Eremophila divaricata
  - Eremophila duttonii
  - Eremophila elderi
  - Eremophila exotrachys
  - Eremophila freelingii
  - Eremophila gibsonii
  - Eremophila gilesii
  - Eremophila glabra
  - Eremophila goodwinii
  - Eremophila latifolia
  - Eremophila latrobei
  - Eremophila longifolia
  - Eremophila macdonnellii
  - Eremophila macgillivrayi
  - Eremophila maculata
  - Eremophila mitchellii
  - Eremophila oppositifolia
  - Eremophila polyclada
  - Eremophila pterocarpa
  - Eremophila scoparia
  - Eremophila serrulata
  - Eremophila sturtii
  - Eremophila subfloccosa
  - Eremophila turtonii
  - Eremophila verrucosa
  - Eremophila willsii

- Eremosyne - Érémosynacées
  - Eremosyne pectinata

### Eri
- Eriachne - Poacées
  - Eriachne aristidea
  - Eriachne avenacea
  - Eriachne benthamii
  - Eriachne filiformis
  - Eriachne glabrata
  - Eriachne glauca
  - Eriachne helmsii
  - Eriachne mucronata
  - Eriachne obtusa
  - Eriachne pallescens
  - Eriachne pulchella
  - Eriachne rara

- Erianthus - Poacées
  - Erianthus alopecuroides

- Erica - Éricacées
  - Erica arborea
  - Erica baccans
  - Erica ciliaris
  - Erica lusitanica
  - Erica multiflora
  - Erica terminalis

- Erigeron - Astéracées
  - Erigeron karvinskianus
  - Erigeron pappocromus
  - Erigeron speciosus

- Erinus - Scrophulariacées
  - Erinus alpinus - Érine des Alpes

- Eriobotrya - Rosacées
  - Eriobotrya fragrans
  - Eriobotrya japonica

- Eriocaulon - Ériocaulacées
  - Eriocaulon australe
  - Eriocaulon cinereum
  - Eriocaulon scariosum
  - Eriocaulon setaceum
  - Eriocaulon sp. 'a' 
  - Eriocaulon spectabile

- Eriochilus - Orchidacées
  - Eriochilus autumnalis
  - Eriochilus cucullata

- Eriochlamys - Astéracées
  - Eriochlamys behrii 
  - Eriochlamys species A

- Eriochloa - Poacées
  - Eriochloa australiensis
  - Eriochloa crebra
  - Eriochloa decumbens
  - Eriochloa gilesii
  - Eriochloa procera
  - Eriochloa pseudoacrotricha

- Erioderma
  - Erioderma glaucescens

- Eriophorum - Cypéracées
  - Eriophorum viridi-carinatum

- Eriosema - Fabacées
  - Eriosema chinense

- Eriostemon - Rutacées
  - Eriostemon australasius
  - Eriostemon myoporoides 
  - Eriostemon scaber
  - Eriostemon verrucosa

### Ero
- Erodiophyllum - Astéracées
  - Erodiophyllum elderi

- Erodium - Géraniacées
  - Erodium aureum
  - Erodium botrys
  - Erodium chium
  - Erodium cicutarium
  - Erodium crinatum
  - Erodium crinitum
  - Erodium cygnorum
  - Erodium guttatum
  - Erodium malacoides
  - Erodium mauritanicum
  - Erodium moschatum
  - Erodium pulverulentum

### Eru
- Eruca - Brassicacées
  - Eruca sativa

### Erv
- Ervatamia - Apocynacées
  - Ervatamia angustisepala

- Ervum - Fabacées
  - Ervum lens

### Ery
- Eryngium- Apiacées
  - Eryngium ebor falls
  - Eryngium expansum
  - Eryngium ovinum
  - Eryngium paludosum
  - Eryngium plantagineum
  - Eryngium sp. (Cathedral Rock)
  - Eryngium « sp. (Ebor Falls, J.B.Williams NE 28062) »
  - Eryngium sp. (Thomas Lagoon)
  - Eryngium sp.nov.
  - Eryngium sp.nov. (Basalt Caps)
  - Eryngium vesiculosum

- Erysimum - Brassicacées
  - Erysimum elatum
  - Erysimum pulchellum

- Erythrina - Fabacées
  - Erythrina indica
  - Erythrina vespertilio

- Erythrophleum - Fabacées
  - Erythrophleum chlorostachyum

- Erythrorchis - Orchidacées
  - Erythrorchis cassythoides

- Erythroxylum - Érythroxylacées
  - Erythroxylum australe
  - Erythroxylum ellipticum
  - Erythroxylum kunthianum

## Es

### Esc
- Escallonia - Escalloniacées
  - Escallonia bifida
  - Escallonia franciscana
  - Escallonia macrantha
  - Escallonia montevidensis
  - Escallonia rubra
  - Eschscholzia californica

## Eu

### Euc
- Eucalyptus - Myrtacées
  - Eucalyptus abbreviata
  - Eucalyptus abergiana
  - Eucalyptus acaciiformis
  - Eucalyptus accedens
  - Eucalyptus acmenoides
  - Eucalyptus aenea
  - Eucalyptus aff. amplifolia
  - Eucalyptus aff. pileata
  - Eucalyptus agglomerata
  - Eucalyptus aggregata
  - Eucalyptus alaticaulis
  - Eucalyptus alba
  - Eucalyptus albens
  - Eucalyptus albida
  - Eucalyptus alligatrix
  - Eucalyptus amplifolia
  - Eucalyptus amygdalina
  - Eucalyptus andrewsii
  - Eucalyptus angophoroides
  - Eucalyptus angulosa
  - Eucalyptus annulata
  - Eucalyptus aparrerinja
  - Eucalyptus apiculata
  - Eucalyptus approximans
  - Eucalyptus arenacea
  - Eucalyptus argophloia
  - Eucalyptus aromaphloia
  - Eucalyptus aromophloia
  - Eucalyptus aspera
  - Eucalyptus aspratilis
  - Eucalyptus astringens
  - Eucalyptus atrata
  - Eucalyptus austrina
  - Eucalyptus baeuerlenii
  - Eucalyptus baileyana
  - Eucalyptus bakeri
  - Eucalyptus bancroftii
  - Eucalyptus banksii
  - Eucalyptus baueriana
  - Eucalyptus baxteri
  - Eucalyptus behriana
  - Eucalyptus bensonii
  - Eucalyptus benthamii
  - Eucalyptus beyeri
  - Eucalyptus bicostata
  - Eucalyptus bigalerita
  - Eucalyptus biturbinata
  - Eucalyptus blakelyi
  - Eucalyptus blaxlandii
  - Eucalyptus bleeseri
  - Eucalyptus bloxsomei
  - Eucalyptus bosistoana
  - Eucalyptus botryoides
  - Eucalyptus brachyandra
  - Eucalyptus brachycalyx
  - Eucalyptus brassiana
  - Eucalyptus brevifolia
  - Eucalyptus bridgesiana
  - Eucalyptus brockwayi
  - Eucalyptus brownii
  - Eucalyptus brunnea
  - Eucalyptus burgessiana
  - Eucalyptus cadophora
  - Eucalyptus caesia
  - Eucalyptus calcareana
  - Eucalyptus caleyi
  - Eucalyptus caliginosa
  - Eucalyptus calophylla
  - Eucalyptus calycogona
  - Eucalyptus camaldulensis
  - Eucalyptus cambageana
  - Eucalyptus cameronii
  - Eucalyptus camfieldii
  - Eucalyptus campanulata
  - Eucalyptus campaspe
  - Eucalyptus camphora
  - Eucalyptus canaliculata
  - Eucalyptus candida
  - Eucalyptus cannonii
  - Eucalyptus canobolensis
  - Eucalyptus capillosa
  - Eucalyptus capitellata
  - Eucalyptus carnea
  - Eucalyptus celastroides
  - Eucalyptus cephalocarpa
  - Eucalyptus chapmaniana
  - Eucalyptus chillagoensis
  - Eucalyptus chloroclada
  - Eucalyptus chlorophylla
  - Eucalyptus cinerea
  - Eucalyptus citriodora - Eucalyptus
  - Eucalyptus cladocalyx
  - Eucalyptus clarksoniana
  - Eucalyptus clelandii
  - Eucalyptus cloeziana
  - Eucalyptus coccifera
  - Eucalyptus codonocarpa
  - Eucalyptus collina
  - Eucalyptus concinna
  - Eucalyptus conferruminata
  - Eucalyptus confertiflora
  - Eucalyptus conglobata
  - Eucalyptus conica
  - Eucalyptus consideniana
  - Eucalyptus conspicua
  - Eucalyptus coolabah
  - Eucalyptus cooperana
  - Eucalyptus cornuta
  - Eucalyptus corticosa
  - Eucalyptus cosmophylla
  - Eucalyptus costata
  - Eucalyptus crebra
  - Eucalyptus crenulata
  - Eucalyptus croajingolensis
  - Eucalyptus cullenii
  - Eucalyptus cunninghamii
  - Eucalyptus curtisii
  - Eucalyptus cyanophylla
  - Eucalyptus cylindrocarpa
  - Eucalyptus cypellocarpa
  - Eucalyptus dallachiana
  - Eucalyptus dalrympleana
  - Eucalyptus dampieri
  - Eucalyptus dawsonii
  - Eucalyptus dealbata
  - Eucalyptus deanei
  - Eucalyptus decipiens
  - Eucalyptus decorticans
  - Eucalyptus decurva
  - Eucalyptus delegatensis
  - Eucalyptus dendromorpha
  - Eucalyptus denticulata
  - Eucalyptus desmondensis
  - Eucalyptus dichromophloia
  - Eucalyptus disjuncta
  - Eucalyptus dissita
  - Eucalyptus distans
  - Eucalyptus diversicolor
  - Eucalyptus diversifolia
  - Eucalyptus dives
  - Eucalyptus dolichocarpa
  - Eucalyptus dolichorrhyncha
  - Eucalyptus dorrigoensis
  - Eucalyptus drepanophylla
  - Eucalyptus drummondii
  - Eucalyptus drysdalensis
  - Eucalyptus dumosa
  - Eucalyptus dundasii
  - Eucalyptus dunlopiana
  - Eucalyptus dunnii
  - Eucalyptus dwyeri
  - Eucalyptus dwyerii
  - Eucalyptus ebbanoensis
  - Eucalyptus effusa
  - Eucalyptus elata
  - Eucalyptus elliptica
  - Eucalyptus eremophila
  - Eucalyptus erythrocorys
  - Eucalyptus erythronema
  - Eucalyptus erythrophloia
  - Eucalyptus eudesmioides
  - Eucalyptus eugenioides
  - Eucalyptus ewartiana
  - Eucalyptus eximia
  - Eucalyptus exserta
  - Eucalyptus falcata
  - Eucalyptus fasciculosa
  - Eucalyptus fastigata
  - Eucalyptus fergusonii
  - Eucalyptus ferruginea
  - Eucalyptus fibrosa
  - Eucalyptus ficifolia
  - Eucalyptus flavescens
  - Eucalyptus flindersii
  - Eucalyptus flocktoniae
  - Eucalyptus floctoniae
  - Eucalyptus forrestiana
  - Eucalyptus fracta
  - Eucalyptus fraseri
  - Eucalyptus fraxinoides
  - Eucalyptus froggattii
  - Eucalyptus fusiformis
  - Eucalyptus gamophylla
  - Eucalyptus gillenii
  - Eucalyptus gillii
  - Eucalyptus glaucescens
  - Eucalyptus glaucina
  - Eucalyptus globoidea
  - Eucalyptus globulus - Eucalyptus
  - Eucalyptus gomphocephala
  - Eucalyptus goniocalyx
  - Eucalyptus gracilis
  - Eucalyptus grandifolia
  - Eucalyptus grandis
  - Eucalyptus granitica
  - Eucalyptus gregsoniana
  - Eucalyptus griffithsii
  - Eucalyptus grossa
  - Eucalyptus guilfoylei
  - Eucalyptus gummifera
  - Eucalyptus gunnii
  - Eucalyptus haemastoma
  - Eucalyptus haematoxylon
  - Eucalyptus helidonica
  - Eucalyptus henryi
  - Eucalyptus hybrid
  - Eucalyptus hypochlamydea
  - Eucalyptus hypostomatica
  - Eucalyptus ignorabilis
  - Eucalyptus illucens
  - Eucalyptus imlayensis
  - Eucalyptus incrassata
  - Eucalyptus indet
  - Eucalyptus intermedia
  - Eucalyptus interstans
  - Eucalyptus intertexta
  - Eucalyptus jacksonioides
  - Eucalyptus jensenii
  - Eucalyptus jucunda
  - Eucalyptus kessellii
  - Eucalyptus kingsmilli
  - Eucalyptus kitsoniana
  - Eucalyptus kruseana
  - Eucalyptus kybeanensis
  - Eucalyptus laevopinea
  - Eucalyptus lane-poolei
  - Eucalyptus lansdowneana
  - Eucalyptus laophila
  - Eucalyptus largeana
  - Eucalyptus largiflorens
  - Eucalyptus latifolia
  - Eucalyptus lehmannii
  - Eucalyptus leptocalyx
  - Eucalyptus leptophleba
  - Eucalyptus leptophylla
  - Eucalyptus leptopoda
  - Eucalyptus lesouefii
  - Eucalyptus leucophloia
  - Eucalyptus leucoxylon
  - Eucalyptus ligustrina
  - Eucalyptus limitaris
  - Eucalyptus lirata
  - Eucalyptus lockyeri
  - Eucalyptus longicornis
  - Eucalyptus longifolia
  - Eucalyptus longirostrata
  - Eucalyptus loxophleba
  - Eucalyptus luehmanniana
  - Eucalyptus macarthurii
  - Eucalyptus macrandra
  - Eucalyptus macrocarpa
  - Eucalyptus macrorhyncha
  - Eucalyptus maculata
  - Eucalyptus magnificata
  - Eucalyptus maidenii
  - Eucalyptus major
  - Eucalyptus malacoxylon
  - Eucalyptus mannensis
  - Eucalyptus mannifera
  - Eucalyptus marginata
  - Eucalyptus maunifera
  - Eucalyptus mckieana
  - Eucalyptus mediocris
  - Eucalyptus megacarpa
  - Eucalyptus megacornuta
  - Eucalyptus melanophloia
  - Eucalyptus melliodora
  - Eucalyptus michaeliana
  - Eucalyptus microcarpa
  - Eucalyptus microcodon
  - Eucalyptus microcorys
  - Eucalyptus microneura
  - Eucalyptus microtheca
  - Eucalyptus miniata
  - Eucalyptus mitchelliana
  - Eucalyptus moluccana
  - Eucalyptus moorei
  - Eucalyptus multicaulis
  - Eucalyptus myriadena
  - Eucalyptus nandewarica
  - Eucalyptus nesophila
  - Eucalyptus nicholii
  - Eucalyptus niphophila
  - Eucalyptus nitens
  - Eucalyptus nitida
  - Eucalyptus nobilis
  - Eucalyptus normantonensis
  - Eucalyptus nortonii
  - Eucalyptus notabilis
  - Eucalyptus nova-anglica
  - Eucalyptus obconica
  - Eucalyptus obliqua
  - Eucalyptus oblonga
  - Eucalyptus obstans
  - Eucalyptus obtusiflora
  - Eucalyptus occidentalis
  - Eucalyptus ochrophloia
  - Eucalyptus odontocarpa
  - Eucalyptus odorata
  - Eucalyptus oldfieldii
  - Eucalyptus oleosa
  - Eucalyptus olida
  - Eucalyptus oocarpa
  - Eucalyptus orbifolia
  - Eucalyptus oreades
  - Eucalyptus oresbia
  - Eucalyptus orgadophila
  - Eucalyptus ovata
  - Eucalyptus pachycalyx
  - Eucalyptus pachyphylla
  - Eucalyptus paniculata
  - Eucalyptus pantoleuca
  - Eucalyptus papuana
  - Eucalyptus parramattensis
  - Eucalyptus parvula
  - Eucalyptus patellaris
  - Eucalyptus patens
  - Eucalyptus pauciflora
  - Eucalyptus pellita
  - Eucalyptus peltata
  - Eucalyptus perfoliata
  - Eucalyptus perriniana
  - Eucalyptus phaenophylla
  - Eucalyptus phenax
  - Eucalyptus phoenicea
  - Eucalyptus pileata
  - Eucalyptus pilligaensis
  - Eucalyptus pilularis
  - Eucalyptus piperita
  - Eucalyptus planchoniana
  - Eucalyptus platycorys
  - Eucalyptus platyphylla
  - Eucalyptus platypus
  - Eucalyptus polyanthemos
  - Eucalyptus polybractea
  - Eucalyptus polycarpa
  - Eucalyptus polysciada
  - Eucalyptus populnea
  - Eucalyptus porosa
  - Eucalyptus porrecta
  - Eucalyptus praecox
  - Eucalyptus prava
  - Eucalyptus prominula
  - Eucalyptus propinqua
  - Eucalyptus pruinosa
  - Eucalyptus psammitica
  - Eucalyptus ptychocarpa
  - Eucalyptus pulchella
  - Eucalyptus pulverulenta
  - Eucalyptus punctata
  - Eucalyptus pyrocarpa
  - Eucalyptus quadrangulata
  - Eucalyptus queenslandica
  - Eucalyptus quinniorum
  - Eucalyptus racemosa
  - Eucalyptus radiata - Eucalyptus
  - Eucalyptus ravida
  - Eucalyptus regnans
  - Eucalyptus resinifera
  - Eucalyptus retinens
  - Eucalyptus risdonii
  - Eucalyptus rivularis
  - Eucalyptus robertsonii
  - Eucalyptus robusta
  - Eucalyptus rossii
  - Eucalyptus rubida
  - Eucalyptus rudis
  - Eucalyptus rugosa
  - Eucalyptus rummeryi
  - Eucalyptus saligna
  - Eucalyptus salignus
  - Eucalyptus salmonophloia
  - Eucalyptus salubris
  - Eucalyptus sargentii
  - Eucalyptus scias
  - Eucalyptus sclerophylla
  - Eucalyptus scoparia
  - Eucalyptus seeana
  - Eucalyptus serpentinicola
  - Eucalyptus serraensis
  - Eucalyptus sessilis
  - Eucalyptus setosa
  - Eucalyptus sheathiana
  - Eucalyptus shirleyi
  - Eucalyptus siderophloia
  - Eucalyptus sideroxylon
  - Eucalyptus sieberi
  - Eucalyptus signata
  - Eucalyptus smithii
  - Eucalyptus socialis
  - Eucalyptus sp. aff. bancroftii
  - Eucalyptus sp.nov.
  - Eucalyptus sp.nov. aff.banksii
  - Eucalyptus sp.nov. aff.tereticornis
  - Eucalyptus sparsa
  - Eucalyptus sparsifolia
  - Eucalyptus spathulata
  - Eucalyptus spectatrix
  - Eucalyptus squamosa
  - Eucalyptus staigerana
  - Eucalyptus staigeriana
  - Eucalyptus stellulata
  - Eucalyptus stoatei
  - Eucalyptus stockeri
  - Eucalyptus striaticalyx
  - Eucalyptus stricklandii
  - Eucalyptus stricta
  - Eucalyptus subangusta
  - Eucalyptus subcaerulea
  - Eucalyptus subtilior
  - Eucalyptus tectifica
  - Eucalyptus terebra
  - Eucalyptus tereticornis
  - Eucalyptus terminalis
  - Eucalyptus terrica
  - Eucalyptus tessellaris
  - Eucalyptus tetragona
  - Eucalyptus tetrapleura
  - Eucalyptus tetraptera
  - Eucalyptus tetrodonta
  - Eucalyptus thozetiana
  - Eucalyptus tindaliae
  - Eucalyptus todtiana
  - Eucalyptus torelliana
  - Eucalyptus torquata
  - Eucalyptus trachyphloia
  - Eucalyptus transcontinentalis
  - Eucalyptus tricarpa
  - Eucalyptus triflora
  - Eucalyptus trivalis
  - Eucalyptus umbra
  - Eucalyptus umbrawarrensis
  - Eucalyptus uncinata
  - Eucalyptus vernicosa
  - Eucalyptus vicina
  - Eucalyptus victrix
  - Eucalyptus viminalis
  - Eucalyptus vinicolor
  - Eucalyptus viridis
  - Eucalyptus volcanica
  - Eucalyptus wandoo
  - Eucalyptus watsoniana
  - Eucalyptus williamsiana
  - Eucalyptus williamsianus
  - Eucalyptus willisii
  - Eucalyptus woodwardii
  - Eucalyptus woollsiana
  - Eucalyptus xanthonema
  - Eucalyptus yalatensis
  - Eucalyptus yangoura
  - Eucalyptus yarraensis
  - Eucalyptus yilgarnensis
  - Eucalyptus youmanii
  - Eucalyptus zygophylla

- Euchilopsis - Fabacées
  - Euchilopsis linearis

- Euchiton - Astéracées
  - Euchiton argentifolium
  - Euchiton gymnocephalum
  - Euchiton involucrata
  - Euchiton involucratum
  - Euchiton involucratus
  - Euchiton sphaericum
  - Euchiton sphaericus

- Eucommia - Eucommiacées
  - Eucommia ulmoides

- Eucryphia - Cunoniacées
  - Eucryphia jinksii
  - Eucryphia lucida
  - Eucryphia milliganii
  - Eucryphia moorei
  - Eucryphia wilkiei

### Eug
- Eugenia - Myrtacées
  - Eugenia microphylla
  - Eugenia suborbiculare
  - Eugenia suborbicularis

### Eul
- Eulalia - Poacées
  - Eulalia aurea
  - Eulalia fulva

### Euo
- Euodia - Rutacées
  - Euodia elleryana
  - Euodia micrococca
  - Euodia sp. 'a' 
  - Euodia vitiflora

- Euonymus - Célastracées
  - Euonymus americanus
  - Euonymus chinensis
  - Euonymus europaeus
  - Euonymus japonicus
  - Euonymus laxiflorus

### Eup
- Eupatorium - Astéracées
  - Eupatorium hyssopifolium
  - Eupatorium japonicum

- Euphorbia - Euphorbiacées
  - Euphorbia armstrongiana
  - Euphorbia atoto
  - Euphorbia australis
  - Euphorbia cyathophora
  - Euphorbia cyparissias
  - Euphorbia davidii
  - Euphorbia eremophila
  - Euphorbia helioscopia
  - Euphorbia lathyrus
  - Euphorbia luteola
  - Euphorbia marginata
  - Euphorbia myrsinites
  - Euphorbia nicaeensis
  - Euphorbia paralias
  - Euphorbia parvicaruncula
  - Euphorbia peplus
  - Euphorbia pilulifera
  - Euphorbia sarcostemmoides
  - Euphorbia schizolepis
  - Euphorbia serrata
  - Euphorbia squamigera
  - Euphorbia tannensis
  - Euphorbia vachellii

- Euphrasia - Scrophulariacées
  - Euphrasia brevipila
  - Euphrasia brownii
  - Euphrasia caudata
  - Euphrasia ciliolata
  - Euphrasia collina
  - Euphrasia crassiuscula
  - Euphrasia gibbsiae
  - Euphrasia orthocheila
  - Euphrasia ramulosa
  - Euphrasia striata

- Eupomatia - Eupomatiacées
  - Eupomatia bennettii
  - Eupomatia laurina

### Eur
- Euroschinus - Anacardiacées
  - Euroschinus falcata

- Eurya - Théacées
  - Eurya distichophylla
  - Eurya nitida

### Eus
- Euscaphis - Staphyléacées
  - Euscaphis japonica

- Eustachys - Poacées
  - Eustachys distichophylla

- Eustrephus - Philésiacées
  - Eustrephus latifolius

### Eut
- Eutaxia - Fabacées
  - Eutaxia cuneata
  - Eutaxia densifolia
  - Eutaxia diffusa
  - Eutaxia empetrifolia
  - Eutaxia epacridoides
  - Eutaxia microphylla
  - Eutaxia obovata
  - Eutaxia sp.indet.
  - Eutaxia virgata

## Ev

### Evo
- Evolvulus - Convolvulacées
  - Evolvulus alsinoides

## Ew

### Ewa
- Ewartia - Astéracées
  - Ewartia meridithae
  - Ewartia nubigena

## Ex

### Exc
- Excoecaria - Euphorbiacées
  - Excoecaria agallocha
  - Excoecaria dallachyana

### Exo
- Exocarpos - Santalacées
  - Exocarpos aphyllus
  - Exocarpos cupressiformis
  - Exocarpos homalocladus
  - Exocarpos latifolius
  - Exocarpos leptomerioides
  - Exocarpos sparteus
  - Exocarpos stricta
  - Exocarpos strictus
  - Exocarpos syrticola

- Exocarya - Cypéracées
  - Exocarya scleroides

- Exochorda - Rosacées
  - Exochorda racemosa

## H
- Hanguana - fam. Hanguanaceae

## M
- Macadamia - fam. Protéacées
  - Macadamia integrifolia - Noyer du Queensland

- Melaleuca - fam. Myrtacées
- Melaleuca armillaris
- Melaleuca bracteata
- Melaleuca cuticularis ou Melaleuca abietina
- Melaleuca decussata
- Melaleuca diosmifolia
- Melaleuca elliptica
- Melaleuca gibbosa
- Melaleuca hypericifolia
- Melaleuca linariifolia
- Melaleuca microphylla
- Melaleuca nesophila
- Melaleuca quinquenervia
- Melaleuca spathulata
- Melaleuca styphelioides

## V
- Vanda - Orchidacées
  - Vanda helvola
  - Vanda hindsii
  - Vanda tricolor